# آبار الجد
آبار الجد هي آبار،  في غرب قضاء الرطبة بمحافظة الأنبار، بالبادية العراقية غرب العراق، ماؤها غير جيد لأن فيه كبريتاً وحديداً.